# Wippingen (Blaustein)
Wippingen ist ein Stadtteil von Blaustein im Alb-Donau-Kreis in Baden-Württemberg. Im Zuge der Gemeindereform wurde Wippingen am 1. Oktober 1974 gemeinsam mit seinem Ortsteil Lautern in die erst 1968 gegründete Gemeinde Blaustein eingemeindet. Das Dorf liegt auf der Flächenalb zwischen Lauter- und Blautal.

## Geschichte
Wippingen wird erstmals im 11. Jahrhundert überliefert. Das Kloster Blaubeuren erhielt hier bei seiner Gründung Besitz. 1225 war das Kloster Elchingen in Wippingen begütert. Dessen Besitz kam 1343 an die Deutschordenskommende Ulm, eine Kommende des Deutschen Ordens in Ulm. Die Ortsherrschaft mit beträchtlichem Grundbesitz ging 1447 von den Grafen von Helfenstein an Württemberg.
Daneben waren unter anderem das Spital in Ulm seit 1490 und das Adelsgeschlecht derer von Stadion seit 1539 in Wippingen begütert. 1611 brannte das Dorf bis auf einen Hof ab. Der Anteil der Herren von Stadion wurde 1700 an die Deutschordenskommende Altshausen verkauft.
Um 1800 hatte Württemberg neben der Landesherrschaft die hohe und forstliche sowie außerhalb des Etters auch die Niedere Gerichtsbarkeit inne, während innerhalb des Etters jeder Grundherr die Niedergerichtsbarkeit über seine Untertanen ausübte. 
Der Ulmer Teil kam 1803 und derjenige der Kommende Ulm 1806 an das Königreich Bayern, der Teil der Kommende Altshausen 1806 an das Königreich Württemberg, das durch den Grenzvertrag zwischen Bayern und Württemberg 1810 auch den bayerischen Anteil erhielt. Der Ort wurde dem Oberamt Blaubeuren unterstellt. 1938 kam Wippingen zum Landkreis Ulm und wurde am 1. Oktober 1974 nach Blaustein eingemeindet.

## Bevölkerungsentwicklung
Es handelt sich um Einwohnerzahlen nach dem jeweiligen Gebietsstand bis 1970 und ohne die heute zugehörigen Ortsteile. Die Zahlen sind Volkszählungsergebnisse oder amtliche Fortschreibungen mit Archivierungen des LEO-BW Online-Informationssystems für Baden-Württemberg.
| Jahr      | 1852 | 1871 | 1880 | 1890 | 1900 | 1910 | 1925 | 1933 | 1939 | 1950 | 1956 | 1961 | 1970 |
| Einwohner | 437  | 445  | 427  | 405  | 391  | 436  | 419  | 440  | 466  | 658  | 619  | 647  | 749  |

## Sehenswürdigkeiten
- Evangelische Pfarrkirche Zu Unserer lieben Frau, erbaut 1472 mit Link-Orgel von 1950[4]

## Bildung
- Der Kindergarten Kunterbunt kann bis zu 55 Kinder ab 2 Jahren bis zum Schuleintritt betreuen.
- Im Ort befindet sich eine Grundschule, in der Kinder in den Klassen 1 bis 4 unterrichtet werden.

## Sport- und Kulturvereine
- 3D Jagdbogenparcours SVWippingen
- Bürgerinitiative Wippingen gegen Gentechnik in Landwirtschaft und Lebensmitteln
- Förderverein der Grundschule Wippingen e. V.
- JUMO Instrumentalgruppe Liederkranz Wippingen
- JUMO Wippingen
- Krabbelgruppe Blaustein, Ortsteil Wippingen
- Landfrauenverein Wippingen
- Landwirtschaftlicher Ortsverein Wippingen
- Liederkranz Wippingen e.V.
- Narrenvereinigung Wippingen Borgerhau-Hexa 2002
- Schützenverein Wippingen e. V.
- Sportverein Wippingen 1948 e.V.

## Persönlichkeiten
- Jeremias Höslin (1722–1789), lutherischer Geistlicher und landeskundlicher Schriftsteller